# Геденсторф
Геденсторф (нім. Gödenstorf) — громада в Німеччині, розташована в землі Нижня Саксонія. Входить до складу району Гарбург. Складова частина об'єднання громад Зальцгаузен.
Площа — 16,54 км2. Населення становить 1029 ос. (станом на 31 грудня 2021).